# Yves Le Maner
Pour les articles homonymes, voir Le Maner.
Yves Le Maner, est un historien français.

## Biographie
Yves Le Maner naît le 4 janvier 1954. Il fait ses études supérieures à l'université de Paris-I (Panthéon-Sorbonne) et est reçu à l'agrégation d'Histoire en 1976. Correspondant de l'Institut d'Histoire du Temps Présent pour le Pas-de-Calais de 1978 à 1988, il participe à la rédaction du Maitron pour la période 1914-1939 et rédige de nombreux ouvrages sur l'histoire du bassin minier du Nord-Pas-de-Calais et sur les deux guerres mondiales. Il est l'un des fondateurs du musée de la coupole d'Helfaut, près de Saint-Omer, Centre d'Histoire et de Mémoire du Nord-Pas-de-Calais, inauguré en 1997, établissement qu'il dirige de 2001 à 2011.
Il conduit le programme qui a abouti à la création de l'Anneau de la Mémoire construit sur le site de la nécropole nationale de Notre-Dame-de-Lorette à Ablain-Saint-Nazaire. 

## Œuvres

### Ouvrages
- Yves Le Maner, Histoire du Pas-de-Calais (1815-1945), Mémoires de la Commission d'Histoire et d'Archéologie du Pas-de-Calais, tome XXX, Arras, 1993, 282 p.
- Yves Le Maner, Du coron à la cité. Un siècle d'habitat minier dans le Nord–Pas-de-Calais, 1850-1950, Centre historique minier de Lewarde, 1995, 119 p.
- Étienne Dejonghe et Yves Le Maner, Le Nord–Pas-de-Calais dans la main allemande (1940-1944), éditions La Voix du Nord, Lille, 1999, 400 p. (cet ouvrage a obtenu, en 1999, le « Prix littéraire de la Résistance » décerné par le Comité d'Action de la Résistance).
- Yves Le Maner, André Sellier, Images de Dora, 1943-1945. Voyage au cœur du IIIe Reich, éditions La Coupole, Saint-Omer, 1999, 96 p.
- Yves Le Maner, Le Pas-de-Calais au XXe siècle en 100 photographies, Conseil général du Pas-de-Calais, Arras, 90 p.
- Yves Le Maner, André Sellier, Bilder aus Dora. Zwangsarbeit im Raketentunnel (1943-1945), Westkreuz Verlag, 2002, 96 p.
- Yves Le Maner, Le Train de Loos. Le grand drame de la déportation dans le Nord–Pas-de-Calais, Campin, Tournai, 2003, 192 p.
- Benjamin Stora, Yves Le Maner, Images de la guerre d'Algérie, ECPA-D, 2002
- Yves Le Maner, Déportation et génocide : une tragédie européenne (1939-1945), Centre d'Histoire et de Mémoire du Nord-Pas-de-Calais, 2005, 236 p.
- Yves Le Maner, Le mur de l'Atlantique sur les côtes du Nord–Pas-de-Calais, La Coupole, 2006, 80 p.
- Yves Le Maner, Traces de la Grande Guerre en Nord–Pas-de-Calais, La Coupole, 2006, 80 p.
- Yves Le Maner (sous la direction de), Tombés du ciel. Les aviateurs abattus au-dessus du Nord–Pas-de-Calais, Centre d'Histoire et de Mémoire du Nord-Pas-de-Calais, 2007, 179 p.
- Yves Le Maner, Maxime Steinberg, Ward Adriaens, Laurence Sschramm, Disparus de la Terre. La déportation des Juifs et des Tsiganes du Nord-Pas-de-Calais et de Belgique, Centre d'Histoire et de Mémoire du Nord-Pas-de-Calais, 2009, 54 p.
- Yves Le Maner, Laurent Thiéry, Fusillés et déportés du Nord–Pas-de-Calais (1940-1945), éditions La Voix du nord, Lille, 2005, 51 p.
- Yves Le Maner, Alain Jacques, Combattants de la Grande Guerre, Ouest-France éditions, 2010, 287 p.
- Yves Le Maner, Maisons de mineurs, patrimoine majeur du Nord–Pas-de-Calais, Editions du Quesne, Lille, 2010, 120 p.
- Yves Le Maner, Le Nord et le Pas-de-Calais dans la Grande Guerre (1914-1918), éditions La Voix, Lille, 2014, 440 p.
- Yves Le Maner, V1/V2, les armes nouvelles allemandes de la Seconde Guerre mondiale, éditions La Coupole, Saint-Omer, 2014, 390 p.
- Yves Le Maner, Notre-Dame-de-Lorette, haut lieu de mémoire de la Grande Guerre, éditions La Voix, Lille, 2015, 123 p.
- Étienne Dejonghe et Yves Le Maner, Le Nord–Pas-de-Calais sans la main allemande (1940-1944), nouvelle édition revue et augmentée, Éditions La Voix, Lille, 2019, 430 p.
- Yves Le Maner, Le Feu de Barbusse et les récits de la guerre en Artois. Souchez 1915, Mémoires de la Commission départementale d’histoire et d’archéologie du Pas-de-Calais, tome XLI, Arras, 2021, 175 p.
- Yves Le Maner et Yann Prouillet, La Grande Guerre de Joseph et Loys Roux, Établissement de communication et de production audiovisuelle de la Défense et Archives départementales du Rhône, 2023, 271 p.

### Articles et contributions à des ouvrages collectifs
- Dictionnaire du Mouvement ouvrier français, période 1914-1939, sous la direction de Jean Maitron, éditions ouvrières, 28 tomes, parus de 1981 à 1993.
- Histoire de Saint-Omer, sous la direction d'Alain Derville, Presses universitaires de Lille, 1981
- Histoire de Béthune, sous la direction d'Alain Derville, éditions des Beffrois, Lille, 1985.
- « Les maires d'un arrondissement de pays minier, Béthune », in Les maires en France du Consulat à nos jours, sous la direction de Maurice Agulhon, Publications de la Sorbonne, Paris, 1986, pp. 235-278.
- « Le logement ouvrier dans le bassin minier du Nord–Pas-de-Calais », in L'Archéologie industrielle en France, Lille, 1987, pp. 41-73.
- « Les municipalités du Nord–Pas-de-Calais sous l'occupation », in Revue du Nord, n°2 spécial hors-série, 1987, pp. 219-268
- « Les communistes du Nord et du Pas-de-Calais de l’agonie du front populaire à la guerre (1938-1939), première partie », in Revue du Nord, n°277, avril-juin 1988, pp. 349-376.
- « Les communistes du Nord et du Pas-de-Calais de l'agonie du front populaire à la guerre (1938-1939), deuxième partie », in Revue du Nord, n°278, juillet-septembre 1988, pp. 547-568.
- « Éléments pour une histoire des socialistes du Nord–Pas-de-Calais pendant l'occupation », in Revue du Nord, n°2 spécial hors-série, 1988, pp. 833-858.
- « Une grande thèse d'histoire sociale : Le mouvement ouvrier chez les mineurs d'Europe occidentale (1880-1914) », in Revue du Nord, n° 288, octobre-décembre 1990, pp. 1001-1024.
- « Les XIXe et XXe siècles », in Le Pas-de-Calais de la Préhistoire à nos jours, sous la direction d'Alain Nolibos et Dominique Rosselle, Bordessoules, Saint-Jean-d'Angély, 1991.
- « Un pionnier du syndicalisme réformiste : Émile Basly (1854-1928) », in Gauheria, n° 25, juin 1992, pp. 36-50.
- « Les grandes grèves minières dans le Pas-de-Calais », in Fourmies et les Premier Mai, sous la direction de Madeleine Rebeirioux, Les éditions de l'Atelier, 1994, pp. 267-312.
- « L'invasion de 1940 dans le Nord–Pas-de-Calais », in Revue du Nord, n°306, juillet-septembre 1994, pp. 467-486
- (en) « Town councils of the Nord and Pas-de-Calais region : local power, French Power, German power » in Opposing Fascism. Community, Authority and Resistance in Europe, Tim Kirk and Anthony Mc Elligott, editors, Cambridge University Press, 1999, pp. 97-119.
- « La reconstruction après la guerre de 1870 », in La Grande Reconstruction, reconstruire le Pas-de-Calais après la Grande Guerre, Arras, 2001, pp. 27-35.
- Dictionnaire du Nord et du Pas-de-Calais, sous la direction de Jacques Marseille, Larousse, Paris, 2001.
- « Le carnet de Charles Debarge », éditeur avec Bernard Ghienne, in Gauheria, no 47, juillet 2011.
- « De la République offensive à la République défensive. 40 ans de luttes municipales dans l'arrondissement de Béthune (1870-1914) », in Regards sur l'histoire du Pas-de-Calais, Études en l'honneur d'Alain Nolibos, Artois Presses Université, 2003, pp. 307-326.
- « Le Nord–Pas-de-Calais, une région particulière dans la France occupée (1940-1944) », in Gauheria, no 56, août 2004, pp. 67-82.
- « La police en zone rattachée (1940-1944 », colloque Les services publics et la Résistance en zone interdite et en Belgique, Université de Lille 3, 2004, pp. 155-165.
- « Archives aériennes. La ville de Lens pendant la Première Guerre mondiale », in Gauheria, no 55, juillet 1994, pp. 69-72.
- « Mars-mai 1906 : une grève gigantesque, à la mesure de la catastrophe » (avec Odette Hardy-Hémery), in 10 mars 1906, la catastrophe des mines de Courrières… Et après ?, Centre historique minier de Lewarde, 2007, pp. 76-88.
- (en) « Strategic Aerial Research During the Second World War: the Case of Germany's New Weapons», in Images of Conflict. Military Aerial Photography and Archeology, Cambridge Scholars Publishing, 2009, pp. 69-86.
- « Sites et organisation de la mémoire de la Grande Guerre en Nord–Pas-de-Calais », in Guerres mondiales et conflits contemporains, 2009/3, n° 235, pp. 192-203.
- Flandres, Artois, guide Michelin des champs de bataille, Michelin, Boulogne-Billancourt, 2013 (introduction historique).
- « Les combats de la Grande Guerre dans le Nord et le Pas-de-Calais (1914-1918) », in Le Nord–Pas-de-Calais, un champ de bataille de l'Europe, sous la direction d'Alain Lottin et Stéphane Curveiller, édition Les Échos du Pas-de-Calais, Lillers, 2014, pp. 193-226.
- « La résistance dans le bassin minier du Nord-Pas-de-Calais pendant la Seconde Guerre mondiale », in Gauheria, no 94, septembre 2015, pp. 51-60.
- « Le bassin minier du Nord et du Pas-de-Calais pendant la Grande Guerre », in Gauheria, n° 100, mai 2017, pp. 88-106
- « Armes. L’évolution des stratégies et des technologies guerrières », pages 77 à 156, in André Loez (dirigé par), Mondes en guerre. Tome III, Guerres mondiales et impériales (1870-1945), Passés composés, Paris, 2020, 759p.
- « Les désastres de la Grande Guerre (1914-1918) », p. 108 à 127, in Jean-Marie Minot et Didier Vivien, Le groupe d'exploitation de Lens-Liévin, éditions de l'Escaut, 2022, 392p.
- « Béthune, une ville à la limite du bassin minier (1851-1914) », in Jean-Marie Minot et Didier Vivien, Le groupe d'exploitation de Béthune, éditions de l'Escaut, 2024, 288p.